# Jennie Faulding Taylor
Jane Elizabeth "Jennie" Faulding Taylor (6 de outubro de 1843 – 31 de julho de 1904) foi uma missionária protestante britânica na China com a Missão Para o Interior da China. Ela foi pioneira no trabalho de missionárias solteiras na China e acabou se casando com o fundador da missão, James Hudson Taylor, após a morte de sua primeira esposa, Maria Jane Dyer . Como esposa de Taylor, ela assumiu muitos papéis na agência missionária quando Taylor estava no exterior - às vezes atuando como diretora local da missão. Ela incentivou as mulheres, tanto casadas quanto solteiras, a participarem do trabalho da Missão para o Interior da China de maneiras que antes eram reservadas apenas para os missionários do sexo masculino.

## Início da vida em Londres
Jane Elizabeth Faulding era filha de um fabricante de pianos em Londres. Ela se formou em 1865 pela Home and Colonial Training College, juntamente com sua amiga, Emily Blatchley . Ela compareceu à reunião semanal de oração na casa de Hudson e Maria Taylor no East End de Londres em 1865. Ela foi influenciada pelos Taylor e seu livro: " China's Spiritual Need and Claims ", que falava da necessidade desesperada de a mensagem do Evangelho ser levada aos chineses antes que morressem "sem Deus e sem esperança no mundo".

## A mais jovem missionária
Quando os Taylor estavam recrutando missionários para ir com eles de volta à China, Faulding se ofereceu para acompanhar os outros 15 candidatos, todos tão inexperientes quanto ela. Ela era o membro mais jovem do Grupo Lammermuir, o maior grupo de missionários protestantes a navegar para a China em 1866, mas ela rapidamente se provou útil.

## Trabalho pioneiro entre mulheres

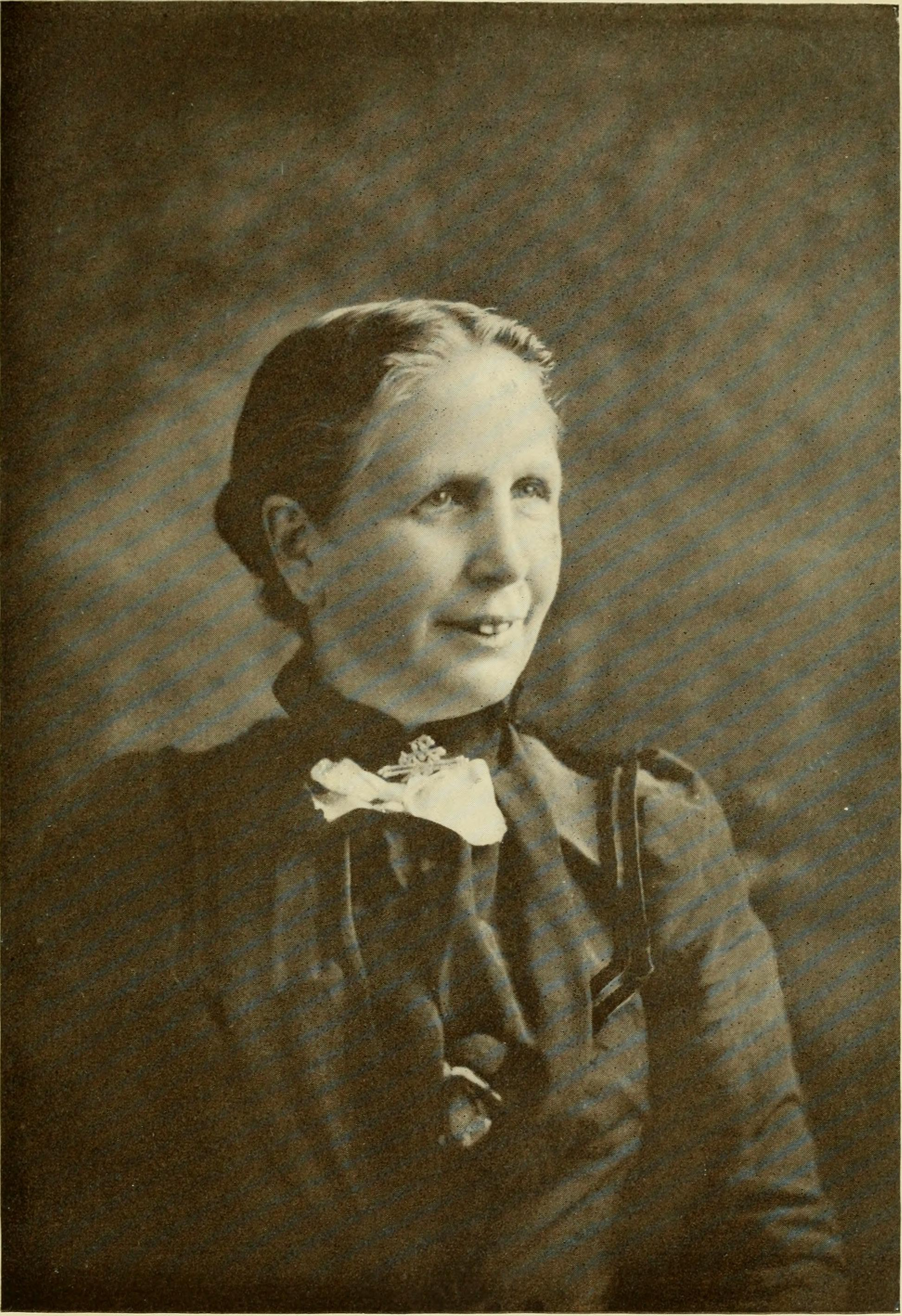
Sra. Jennie Taylor.

Na viagem, eles resistiram a dois tufões e um quase naufrágio. Uma vez na China, eles vestiram roupas chinesas e se aventuraram pelo Grande Canal, procurando um lugar para se estabelecer para o trabalho missionário. Causou escândalo entre os outros ocidentais na China ver uma jovem solteira como Faulding adotar as vestes chinesas, o que era considerado um compromisso com uma cultura idólatra. No entanto, Taylor não se intimidou em encorajar seus missionários a "adotar todas as coisas não pecaminosas que eram chinesas para salvar alguns".
Em Hangzhou, Faulding provou o valor de ser uma mulher solteira, já que suas caminhadas diárias pela vizinhança lhe davam a oportunidade de ser convidada por mulheres chinesas, que não se sentiam ameaçadas como se sentiriam por um homem estrangeiro.
Após passar cinco anos na China, ela conseguiu uma licença a pedido de seus pais. Taylor a acompanhou até sua casa em 1871. Ela havia sentido profundamente a perda de Maria Taylor, sua amiga e mentora, no ano anterior. No caminho de volta para a Inglaterra, Hudson propôs casamento. Ela aceitou com a condição da aprovação dos seus pais, o que não foi facilmente obtido. Em novembro do mesmo ano eles se casaram. Ela se tornou a madrasta dos quatro filhos sobreviventes de Taylor e uma sucessora de Maria como a "Mãe da Missão". Juntos, eles tiveram dois filhos e adotaram a filha órfã de um missionário.

## Liderando das sombras
A notícia da terrível Grande Fome do Norte da China de 1877-78 na província de Shanxi motivou Faulding a ir para lá com duas mulheres solteiras como parte de uma equipe de ajuda - uma vez que não havia nenhum homem disponível para acompanhá-las em sua jornada e seu próprio marido não podia ir. Ela abriu um orfanato em Taiyuan e distribuiu ajuda para as pessoas famintas de lá.
Faulding trabalhou ao lado de seu marido até o fim de sua vida. Eles viajaram por todo o mundo muitas vezes recrutando missionários e visitando estações missionárias na China. Ela morreu de câncer de mama em Les Chevalleyres, Suíça, em 1904. Hudson permaneceu com ela no final de sua vida.